# Cournotscher Punkt
Der cournotsche Punkt ist eine besonders im deutschsprachigen Raum bekannte Bezeichnung für denjenigen Punkt auf der Preis-Absatz-Funktion eines Monopolunternehmens, an dem sich das Unternehmen im Gewinnmaximum befindet. Im Mengen-Preis-Diagramm erfasst der Punkt also die zwei Koordinaten Menge und Preis. Der cournotsche Punkt ist damit salopp gesprochen die Antwort auf die Frage, welche Preis-Mengen-Kombination für einen Monopolisten gewinnmaximal ist. Er ist das Ergebnis monopolistischer Preisbildung.
Benannt ist dieser Punkt nach dem französischen Wirtschaftswissenschaftler Antoine-Augustin Cournot (1801–1877).
Typisch für den cournotschen Punkt ist, dass dieser links vom Erlösmaximum liegt. Mit anderen Worten: im Gewinnmaximum wird eine geringere Menge des Gutes abgesetzt, als dies im Erlösmaximum der Fall wäre.

## Berechnung

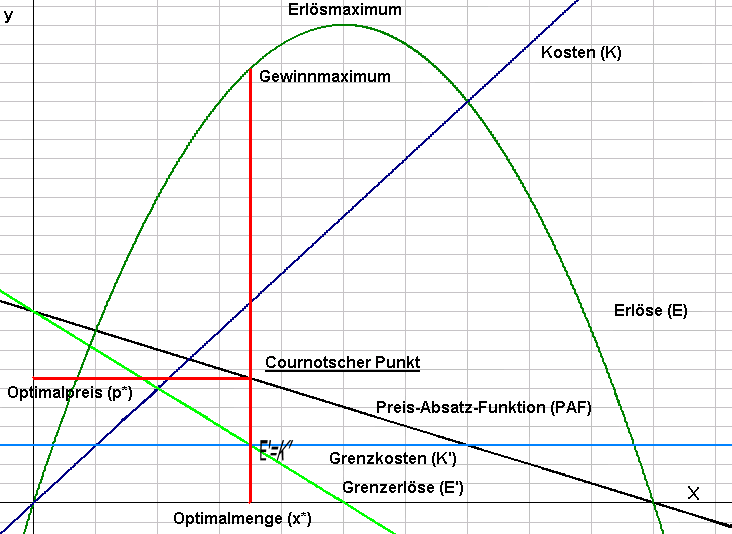
Cournotscher Punkt graphisch

Berechnung des cournotschen Punkts ({\displaystyle C}) mit gewinnmaximalem Preis ({\displaystyle p_{\mathrm {c} }}) und gewinnmaximaler Absatzmenge ({\displaystyle x_{\mathrm {c} }}):
Im Gegensatz zum Unternehmen im vollkommenen Wettbewerb, das für sein Produkt einen Marktpreis akzeptieren muss, kann der Monopolist den Verkaufspreis gewinnmaximierend festsetzen. Er muss dafür eine Nachfragefunktion, d. h. zu welchem Preis er wie viel von dem Produkt absetzen kann, annehmen.
Alternativ kann er sich mit seiner Preispolitik schrittweise dem Gewinnoptimum nähern (Cobweb-Theorem).
{\displaystyle x=x(p)},
bzw. als Umkehrfunktion die Preis-Absatz-Funktion als
{\displaystyle p=p(x)}.
Daraus bestimmt sich der Gesamterlös (oft {\displaystyle E}, hier Umsatz {\displaystyle U}) als Preis × Menge
{\displaystyle U(x)=p(x)x}.
Mit der Gesamtkostenfunktion {\displaystyle K(x)} erzielt das Unternehmen den Gewinn {\displaystyle G(x)} als
{\displaystyle G(x)=U(x)-K(x)}.
Um den maximalen Gewinn zu ermitteln, wird die erste Ableitung von {\displaystyle G(x)} gebildet (d. h. {\displaystyle G'(x)}) und gleich Null gesetzt. Die ermittelten Nullstellen (bei S-förmigem Kostenverlauf oder anderen nicht-linearen Gewinnverläufen) müssen nun in die zweite Ableitung eingesetzt werden. Die Nullstelle, bei der diese zweite Ableitung negativ ist, ist die gewinnmaximale Ausbringungsmenge {\displaystyle x_{c}}, die den cournotschen Punkt definiert. Um nun den cournotschen Punkt zu erhalten, wird der zu {\displaystyle x_{\mathrm {c} }} gehörende Preis {\displaystyle p_{\mathrm {c} }} aus der Preis-Absatz-Funktion ermittelt.
Da man beim Maximieren der Gewinnfunktion wegen
{\displaystyle G'(x)=U'(x)-K'(x)=0}
auch
{\displaystyle U'(x)=K'(x)}
schreiben kann, folgt, dass sich der cournotsche Punkt auch berechnen lässt, indem man direkt die Grenzkosten {\displaystyle K'(x)} dem Grenzerlös {\displaystyle U'(x)} gleichsetzt. Der {\displaystyle x}-Wert des Schnittpunkts bildet die gewinnmaximale Absatzmenge {\displaystyle x_{\mathrm {c} }}. Dieser muss in die Preis-Absatz-Funktion eingesetzt werden, um den gewinnmaximalen Preis {\displaystyle p_{\mathrm {c} }} zu bestimmen. Gewinnmaximale Absatzmenge und zugehöriger Preis bilden zusammen den cournotschen Punkt.

### Zahlenbeispiel

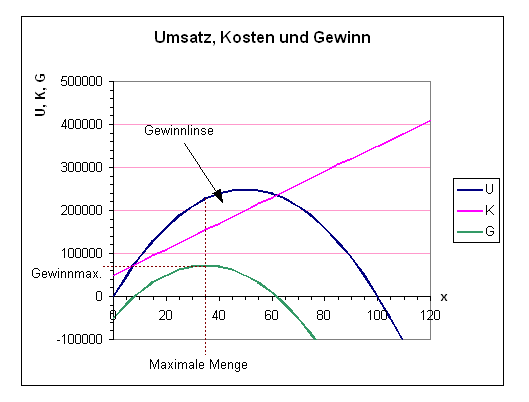
Absolute Werte graphisch: dunkelblaue Kurve Erlös, pinke Kurve Kosten und grüne Kurve der sich ergebende Gewinn, die gestrichtelte Linie zeigt den cournotschen Punkt

Ein Monopolistproduziert extraleichte Trekkingschuhe. Die Vertriebsleitung hat festgestellt, dass die Nachfrage {\displaystyle x} [Stück Gebinde] nach diesen Schuhen vom Preis {\displaystyle p} [Geldeinheiten (GE)] abhängt, und zwar mit der Nachfragefunktion
{\displaystyle x=x(p)=100-0{,}01p}.
Umgekehrt ergibt sich die Preis-Absatz-Funktion (Nachfragefunktion abhängig von {\displaystyle x}) als
{\displaystyle p=p(x)=10.000-100x}.
D. h., dass das Unternehmen bei einem Preis von 10.000 GE kein Paar mehr verkauft (Prohibitivpreis) und selbst bei einem Preis von 0 GE nicht mehr als 100 Gebinde verkauft (Sättigungsmenge).
Bewertet man die nachgefragte Menge {\displaystyle x} mit dem jeweilig gültigen Preis, erhält man den Umsatz als Funktion
{\displaystyle U=U(x)=p(x)x=10.000x-100x^{2}}.
Dem Unternehmen entstehen durch die Produktion der Trekkingschuhe Gesamtkosten, die von der Ausbringungsmenge {\displaystyle x} [Stück Gebinde] abhängig sind. Die Kosten des Unternehmens lassen sich in der Kostenfunktion
{\displaystyle K=K(x)=50.000+3.000x}
zusammenfassen. Der Gewinn berechnet sich dann als Umsatz – Kosten, also
{\displaystyle G=G(x)=U(x)-K(x)=10.000x-100x^{2}-50.000-3.000x},
so dass man als Gewinnfunktion
{\displaystyle G(x)=7.000x-100x^{2}-50.000}
erhält.
Um das Gewinnmaximum im cournotschen Punkt zu erhalten, bestimmt man das Maximum der Gewinnfunktion durch Differenzieren von {\displaystyle G(x)}:
{\displaystyle {\frac {\mathrm {d} G}{\mathrm {d} x}}=7.000-200x}.
Das Nullsetzen der Ableitung ergibt dann die Lösung: {\displaystyle x_{\mathrm {c} }=35} und {\displaystyle G_{\mathrm {x} }=72.500}.
Da die zweite Ableitung
{\displaystyle G''=-200}
kleiner als Null ist, handelt es sich bei der Lösung um ein Gewinnmaximum.
Zur cournotschen Menge
{\displaystyle x_{\mathrm {c} }=35}
gehört der cournotsche Preis
{\displaystyle p(x_{\mathrm {c} })=10000-100x_{\mathrm {c} }},
also
{\displaystyle p(35)=10000-100\cdot 35},
also
{\displaystyle p_{\mathrm {c} }=6500}.
Zum Preis von 6500 GE können also 35 Gebinde Schuhe verkauft werden. Damit erzielt das Unternehmen 72.500 GE Gewinn. ({\displaystyle G(35)=7000\cdot 35-100\cdot 35^{2}-50.000})
Wie oben erklärt, ist es auch möglich, gleich {\displaystyle U'=K'} zu setzen. Dies liefert dieselben Ergebnisse.
Die allgemeine Lösung der Gewinnoptimierung bei Wettbewerb sowie bei begrenzter Kapazität findet sich in [Gudehus 2007]. Wenn zur Kapazitätssteigerung investiert werden muss, sind auch die Fixkosten bei der Berechnung des absoluten Cournot-Punktes zu berücksichtigen.